# لی جه کیو
لی جه کیو (کره‌ای: 이재규؛ زادهٔ ۷ اکتبر ۱۹۷۰) کارگردان فیلم و تلویزیون اهل کره جنوبی است. لی به خاطر کارگردانی مجموعه‌های تلویزیونی پادشاه دو دل، ما همه مرده‌ایم و فیلم برخورد مرگبار شناخته می‌شود.